# Louis Napoléon (1914–1997)

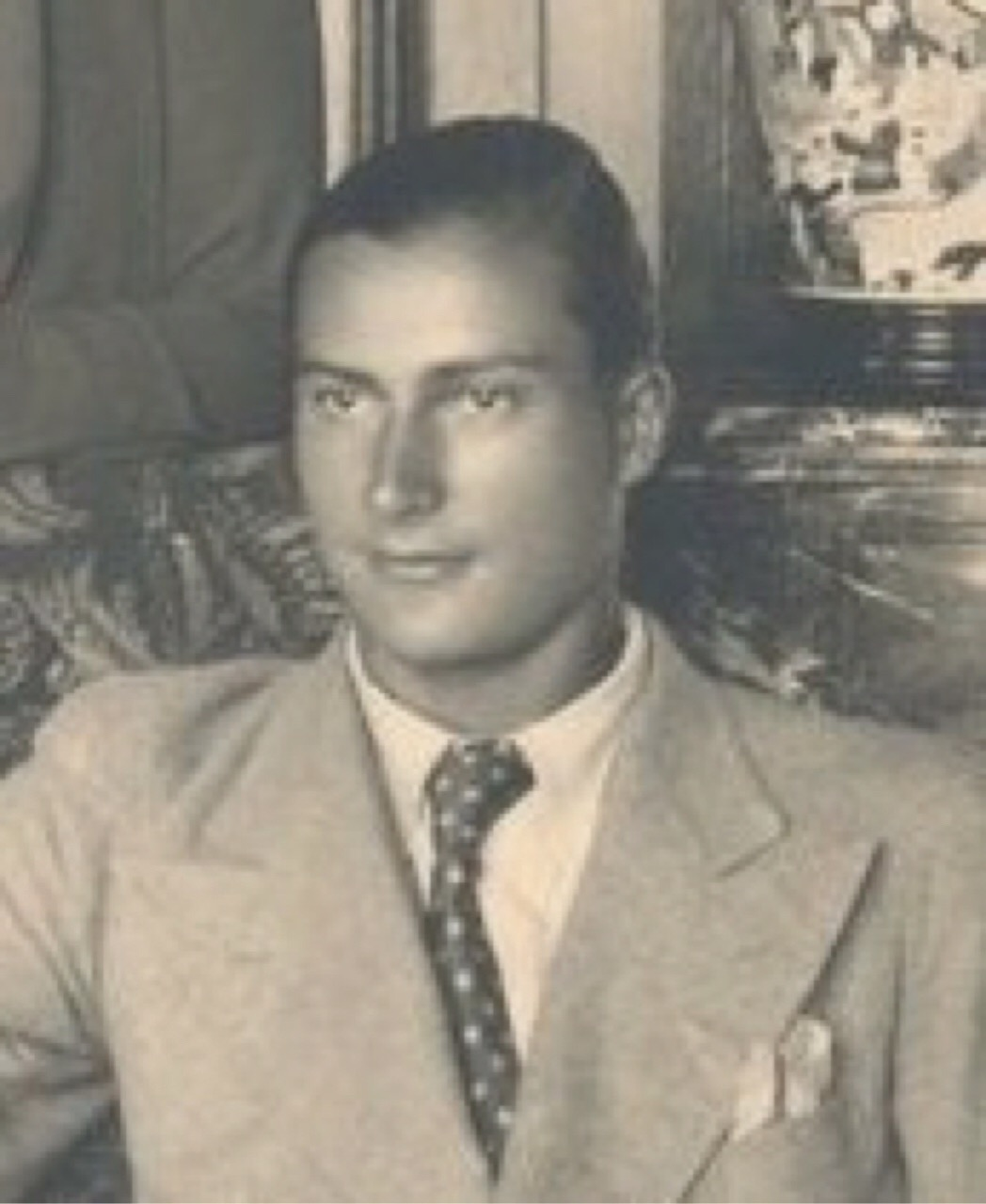
Louis Napoléon

Louis Napoléon Bonaparte, Louis Jérôme Victor Emmanuel Léopold Marie, Prince Napoléon, Prince français, Duc de Monfort, Altesse Impériale (* 23. Januar 1914 in Brüssel; † 3. Mai 1997 in Genolier, Schweiz) war von 1926 bis zu seinem Tod 1997 das Oberhaupt der Familie Bonaparte und erhob bis 1950 als „Napoleon VI.“ Anspruch auf den französischen Thron.

## Leben
Er war der Sohn von Prinz Napoléon Victor Jérôme Frédéric Bonaparte (1862–1926) und Prinzessin Clementine von Belgien. Damit stammte er väterlicherseits von Jérôme Bonaparte, König von Westphalen, einem Bruder des Kaisers Napoleon I., ab. 1926 wurde er im Alter von zwölf Jahren zum Oberhaupt der Familie Bonaparte und damit zum französischen Thronfolger erklärt.
Er wuchs, da die Familie Bonaparte seit 1886 aus der Republik Frankreich verbannt war, im schweizerischen Exilsitz der Familie am Genfer See sowie in der belgischen Heimat seiner Mutter auf. Nach seinem Studium in Löwen und Lausanne trat Prinz Louis Napoléon 1939 in die französische Fremdenlegion ein. 1940 schloss er sich der Résistance an. 1942 wurde er nahe der spanischen Grenze von der Gestapo festgenommen, jedoch auf Betreiben der italienischen Königsfamilie bald freigelassen. Danach war er weiterhin in der Résistance aktiv, wobei er sich in der Organisation de Résistance dans l'Armee engagierte. Dafür wurde er von Charles de Gaulle zum Ritter der Ehrenlegion ernannt und durfte sich ab 1950 offiziell in Frankreich aufhalten, nachdem er auf seinen Thronanspruch verzichtet hatte.

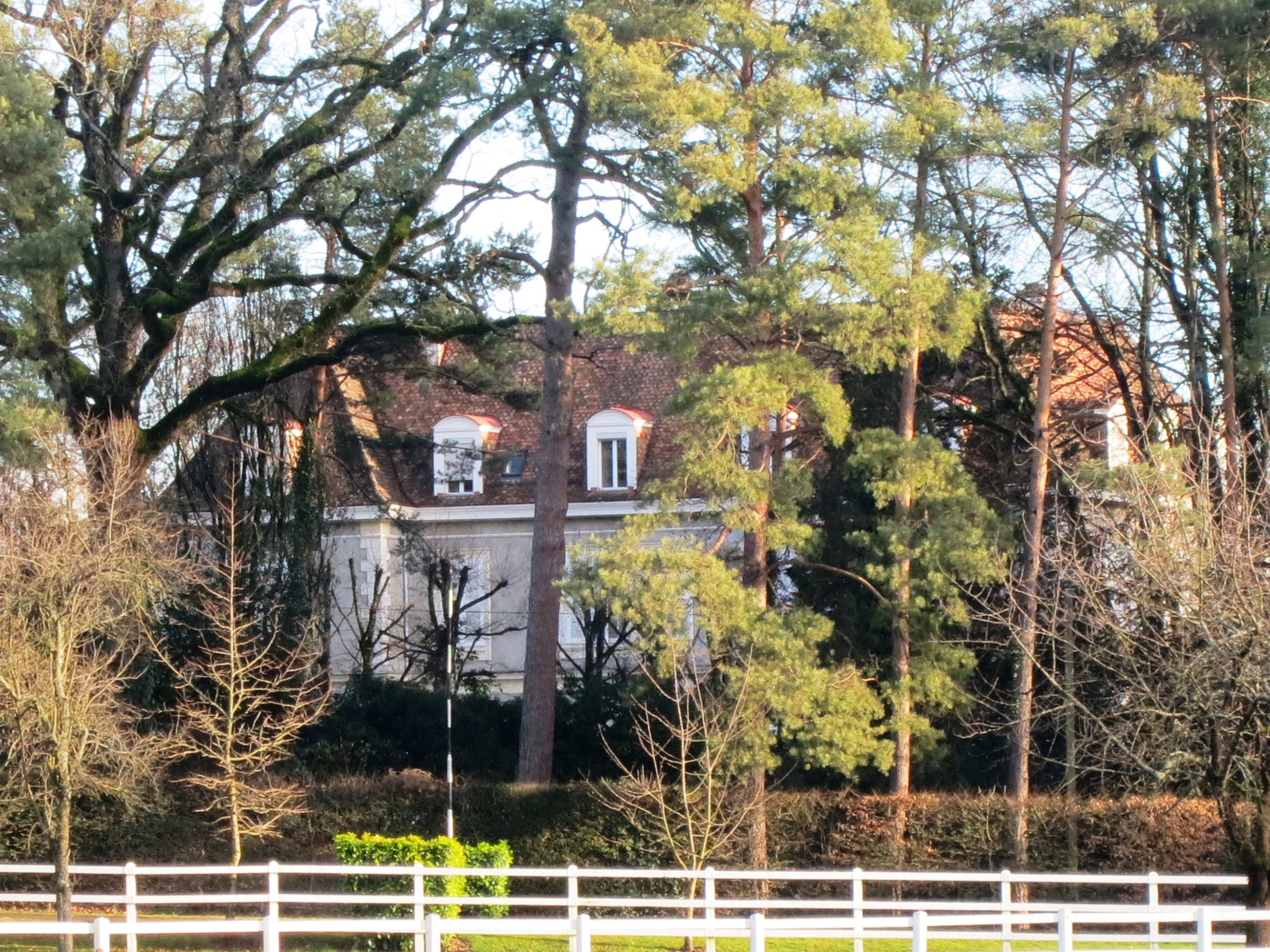
Villa La Bergerie in Prangins, Schweiz

Er lebte dann in Paris, besaß weiterhin aber auch die Villa La Bergerie de Prangins in Prangins-Promenthoux (Schweiz), die sein Großvater Napoléon Joseph Charles Paul Bonaparte (genannt Plon-Plon), ab 1870 als Exilsitz errichtet hatte. (Der Vetter Napoleons III. traute der Herrschaft seines Cousins nicht und hatte daher bereits 1859 am Genfer See in der Schweiz die Domäne La Bergerie in Prangins erworben, die bereits von 1814 bis 1827 seinem Onkel Joseph Bonaparte, dem Ex-König von Spanien und älteren Bruder Napoleons I., als Zubehör zu dessen Exilsitz Schloss Prangins gehört hatte. Eine erste, ab 1862 dort errichtete prachtvolle Villa hatte Plon-Plon schon 1870 wieder veräußert, sich dann aber eine neue, bescheidenere Villa La Bergerie de Prangins auf dem Gelände erbaut.)
Louis Napoléon heiratete 1949 Alix Comtesse de Foresta. Sie hatten vier Kinder, die Zwillinge Charles Napoléon und Catherine (* 1950), Laure (* 1952) und Jérôme (* 1957). Als ältester Sohn trat Charles Napoléon Bonaparte nach dem Tod seines Vaters die Nachfolge als Oberhaupt der Familie Bonaparte an.

## Auszeichnungen
- Commandeur der Ehrenlegion
- Croix de guerre
- Médaille de la Résistance
- Médaille commémorative de la Seconde Guerre mondiale